# ジョン・デウィット
ジョン・デウィット（John Riegel DeWitt、1881年10月29日 - 1930年7月28日）は、アメリカ合衆国の陸上競技選手、アメリカンフットボール選手である。彼は、1904年に開催されたセントルイスオリンピックのハンマー投競技で銀メダルを獲得した。

## 経歴
プリンストン大学の学生だったデウィットは、大学のフットボールチームに1901年から1903年まで加入し、最後の年にはキャプテンを務めている。彼は当時のカレッジフットボール選手の中でも、有能な万能型選手の1人とみなされていた。
陸上選手としては、彼はハンマー投選手として活躍し、IC4A（en:IC4A）の競技会では1901年から1904年まで連続で優勝した。とりわけ1902年の競技会で出した記録50.24メートルは、その後1915年まで破られなかった。
1902年にセルティック・パークで開催された競技会では自己の最高記録51.38メートルを出して、1900年パリオリンピックから1908年ロンドンオリンピックまで3大会連続でハンマー投で金メダルを獲得したジョン・フラナガンに約6フィート の大差をつけて勝利し、1903年には再度ハンマー投選手の世界ランキングリスト1位になっている。
1904年に自国で開催されたセントルイスオリンピックで、デウィットはハンマー投代表として出場した。ハンマー投競技はアメリカからの選手6人だけが出場して、8月29日に予選なしの決勝のみで行われ、フラナガンが当時のオリンピック新記録51メートル23センチで金メダルを獲得し、デウィットは約1メートル差の50メートル26センチで銀メダルを獲得することとなった。
死後の1954年には、インディアナ州にあるカレッジフットボール殿堂（en:College Football Hall of Fame）入りの栄誉を受けた。